# Gáfete
Gáfete ist eine Gemeinde im Kreis Crato in Portugal.
Gáfete ist mit 688 Einwohnern (Stand 19. April 2021) nach Crato die größte Ortschaft im Kreis. Zum Gemeindegebiet Gaféte gehört einer der größten Granitsteinbrüche im Alto Alentejo. Insbesondere interessant hierbei ist der Massenexport von japanischen Grabmälern. Auch wird hier der national bekannte und sehr beliebte Maia-Ziegenkäse produziert.